# Hoenderloo
Hoenderloo is een Nederlands dorp dat op de Veluwe in het zuidwesten van de gemeente Apeldoorn ligt, en in het noordoosten van de gemeente Ede in de provincie Gelderland.

## Geografie
Het grootste deel van het grondgebied van Hoenderloo, waaronder bijna de gehele dorpskern, ligt in de gemeente Apeldoorn. Een kleiner deel van Hoenderloo bestaat uit de buurt Hoog Baarlo met een klein deel van de dorpskern die in de gemeente Ede ligt. Hoenderloo had op 1 januari 2023 1.340 inwoners in het deel van de gemeente Apeldoorn en 60 inwoners in het deel van de gemeente Ede.
Het dorp ligt in het zuidelijke deel van de Veluwe en dicht bij het Nationaal Park De Hoge Veluwe en het Deelerwoud. Het is toeristisch ingesteld, met in totaal vijftien campings, bungalow- en recreatieparken, restaurants en hotels.

## Geschiedenis
Hoenderloo ontstond in 1839 door de inspanningen van dominee Heldring. Tot dan toe bestond het slechts uit een aantal verspreid staande plaggenhutten bij zandverstuivingen en heidevelden. Heldring liet er een waterput, een school en enkele jaren later de Heldringkerk bouwen.
In 1851 ontstond, deels ook op initiatief van Heldring, de voorloper van de latere instelling voor intramurale jeugdzorg de Hoenderloo Groep. Het was toentertijd een gesticht voor kansarme, verwaarloosde jongens. In het dorp werd het 'het Jongenshuis' genoemd, al was het in latere jaren niet meer exclusief voor jongens. Vanwege reorganisaties in de jeugdzorg zijn in 2020 alle activiteiten van de Hoenderloo Groep definitief gestaakt en is er na 169 jaar een eind gekomen aan de opvang van jongeren door de Hoenderlose organisatie.

## Bekende Hoenderlooërs
- A. den Doolaard, schrijver (geboren 7 februari 1901 te Zwolle - overleden 26 juni 1994 te Hoenderloo)
- Evert Jan Harmsen, politicus Boerenpartij (geboren 22 juli 1930 te Steenderen - overleden 23 oktober 2005 te Hoenderloo)
- Anton Kröller, zakenman, stichter van het landgoed De Hoge Veluwe (geboren 1862 in Rotterdam -  overleden 5 december 1941 te Hoenderloo
- Ita Mees, kunstnaaldwerkster en toneelactrice (geboren te Rotterdam 1891 - overleden te Hoenderloo 22 februari 1971)
- Bé Ruys, eerste vrouwelijke hervormde predikant (geboren 27 oktober 1917 - overleden te Berlijn op 22 mei 2014)

## Sport en recreatie
- SV Beatrix was de voetbalclub in Hoenderloo en is in 2016 opgeheven.
- Het dorp ligt aan de Europese wandelroute E11, ter plaatse beter bekend als Marskramerpad. De route komt vanaf Kootwijk via Hoog Buurlo, loopt door het centrum en vervolgt noordwaarts richting Beekbergen.
- In de zomer wordt enkele malen een braderie georganiseerd, rondom de muziektent, nabij het dorpshuus.
- Hoenderloo staat ook bekend als locatie voor veel trainingskampen. Bij Golden Tulip Hoenderloo trainde in het verleden het Nederlands elftal en ook voor sportkampen van amateurclubs is Hoenderloo een aantrekkelijke locatie.